# Галицкий, Сергей Николаевич
Серге́й Никола́евич Га́лицкий (при рождении Арутюня́н; род. 14 августа 1967, Лазаревское, Сочи, Краснодарский край, СССР) — российский предприниматель и общественный деятель. Основатель и совладелец (до 2018 года) крупнейшей розничной сети «Магнит». Президент и владелец футбольного клуба «Краснодар». Почётный гражданин Краснодара.

## Биография
Родился 14 августа 1967 года в Сочи. Отец — Николай Геворкович Арутюнян. Своё этническое происхождение охарактеризовал следующим образом: «75 процентов русских кровей, 25 — армянских», отметив при этом, что он вырос в русской среде, поэтому армянского языка не знает, хотя и армянскими корнями тоже гордится.
В 1985—1987 годах служил в Советской армии. В 1989 году, будучи студентом второго курса, начал работать в одном из коммерческих банков Краснодара. В 1993 году окончил экономический факультет Кубанского государственного университета по специальности «Экономическое и социальное планирование». В 1994 году завершил карьеру банкира заместителем управляющего банком.
В 1994 году создал с партнёрами дистрибьюторскую компанию «Трансазия», которая занималась дистрибуцией косметики и парфюмерии «Avon», «Johnson & Johnson», «Procter & Gamble». В 1995 году «Трансазия» стала эксклюзивным дистрибьютором «Procter & Gamble» в Южном регионе. В 1995 году Сергей Галицкий вышел из этого бизнеса и основал компанию «Тандер». В 1998 году открыл в Краснодаре магазин формата Cash&Carry.
В 2000 году, сменив формат магазинов на дискаунтеры, переименовал сеть в «Сеть магазинов Магнит». В 2001 году «Магнит» с 250 магазинами стал крупнейшей розничной сетью в России. В 2006 году разместил акции «Магнита» на РТС и ММВБ (за 19 % акций инвесторы заплатили 368 млн долларов США).
В 2004 году был владельцем и президентом футбольного клуба «Авангард» (Лазаревское), выступавшего в любительской лиге.
22 февраля 2008 года Сергеем Галицким был основан футбольный клуб «Краснодар», дебютировавший в 2011 году в российской Премьер-лиге (в 2020 году впервые сыграл в Лиге чемпионов УЕФА). 13 сентября 2011 года указом губернатора Краснодарского края С. Н. Галицкий был удостоен почётного звания «Герой Труда Кубани».
В мае 2013 года было начато строительство одного из крупнейших спортивных сооружений в Южном федеральном округе — стадиона для футбольного клуба «Краснодар». Сергей Галицкий полностью финансировал его строительство. 9 октября 2016 года стадион был открыт товарищеским матчем, в котором сборная России встретилась со сборной Коста-Рики.
В сентябре 2017 года рядом со стадионом был открыт парк. На его территории, площадь которого составляет почти 23 гектара, расположились летний амфитеатр, сад, смотровая площадка, фонтан, который зимой превращается в каток, скалодром, скейт-парк, площадка для стритбола, детская площадка и многое другое.
24 октября 2017 года распоряжением Президента Российской Федерации награждён Почётной грамотой Президента Российской Федерации за заслуги в развитии предпринимательства, активную общественную деятельность и многолетнюю добросовестную работу.
В январе 2018 года был включён в «кремлёвский список» Минфина США.
16 февраля 2018 года продал ВТБ 29,1 % акций сети розничных магазинов «Магнит». Сумма сделки составила 138 млрд рублей.
Позже эту долю акций выкупила у ВТБ Marathon Group, принадлежащая Александру Винокурову, зятю министра иностранных дел России Сергея Лаврова.
В 2021 году стало известно о том, что бизнесмен болен раком. После длительного лечения в 2024 году сообщалось о том, что болезнь вернулась.

## Винодел
В 2019 году Сергей Галицкий вместе с братом жены вышел на рынок производителей селективных вин. В течение нескольких лет семейство Галицких благоустраивало участок земли рядом со станицей Гостагаевской общей площадью в 68 гектаров. Был посажен виноградник, построена современная винодельня, способная выпускать до 66 000 бутылок в год, и выпущена линейка марочных вин под собственным брендом «Галицкий и Галицкий». При этом сам бренд принадлежит компании «Русский терруар», в которой 51 % — доля Галицкого (Арутюняна), а 49 % — брата его жены, также Сергея Галицкого. Вина Галицкого позиционируются в среднем ценовом сегменте и распространяются только в специализированных магазинах-партнёрах либо в ресторанах премиум-класса. В производстве вина Галицкий делает акцент на признанные «международные» сорта винограда с акцентом на производство белого вина — это совиньон-блан, шардоне, рислинг. В 2019—2020 годах под брендом «Галицкий и Галицкий» выпущено на рынок 8 наименований вина.

## Личная жизнь
Был женат, после свадьбы взял фамилию жены. Жена — Виктория Николаевна Галицкая (1971—2023). Есть дочь Полина (род. 2 ноября 1995). Брат — Андрей Арутюнян (род. 1969).
В 2021 году Галицкий объявил, что болен, в связи с чем меняет структуру футбольного клуба «Краснодара», чтобы он не зависел от одного человека.

## Состояние
Входит в список 200 богатейших бизнесменов России журнала Forbes с 2005 года с состоянием от $460 млн (2005 год; 64 место в списке) до $10,3 млрд (2014 год; 13 место в списке). В 2011 году занял 24-е место в списке с состоянием $5,5 млрд, в 2013-м — 17-е место с состоянием $8,2 млрд, в 2014-м — 13-е место с состоянием $10,3 млрд. В 2012 году Галицкий занял 216-е место в мировом рейтинге миллиардеров Forbes с состоянием $4,9 млрд. В мае 2015 года Forbes оценивал состояние Галицкого в $8,3 млрд, в 2016 году — в $5,7 млрд, в 2017 году — в $6,8 млрд.
При этом Сергей Галицкий является одним из основных инвесторов футбольного клуба «Краснодар». По данным аналитиков «РБ Бизнес», в 2024 году предприниматель вложил 3,65 млрд рублей личных средств в развитие клуба, а двумя годами ранее — 5,3 млрд рублей.
Состояние, согласно журналу Forbes:
| Показатель         | 2010 | 2011 | 2012 | 2013 | 2014 | 2015 | 2016 | 2017 | 2018 | 2019 | 2020 | 2021 | 2022 | 2023 | 2024 | 2025 |
| Состояние ($ млрд) | 2,9  | 5,5  | 4,9  | 8,2  | 10,3 | 8,3  | 5,7  | 6,8  | 4,0  | 3,5  | 3,4  | 3,5  | 3,2  | 3,2  | 3,3  | 3,2  |
| Место (в мире)     | 342  | 185  | 216  | 138  | 117  | 162  | 219  | 202  | 550  | 617  | 565  |      |      | 905  | 991  | 1141 |
| Место (в России)   | 28   | 24   | 25   | 17   | 13   | 15   | 17   | 18   | 28   | 32   | 29   | 40   | 32   | 37   | 41   | 43   |